# کیک مخمل قرمز
کیک مخمل قرمز که به دلیل نام انگلیسی آن، اغلب با نام کیک ردولوت شناخته می‌شود، دسری است از نوع کیک لایه‌ای که در رنگ‌های قرمز تیره، قرمز روشن یا رنگ‌هایی با طیف قرمز-قهوه‌ای تهیه می‌شود. این کیک در طعم‌های وانیلی و شکلاتی درست می‌گردد و روی آن با خامه سفید پوشش داده می‌شود. رنگ قرمز-قهوه‌ای کیک به دلیل تأثیر پودر کاکائو و خاصیت اسیدی سرکه سفید می‌باشد. مواد تشکیل دهنده این کیک سرکه سفید، کره، آرد، پودر کاکائو و چغندر (یا به جای آن رنگ‌های خوراکی) می‌باشد. در دستور پخت‌های مختلف میزان پودر کاکائو متفاوت است. پنیر خامه‌ای و کرم کره نیز در این نوع کیک استفاده می‌شود.